# The Proud Family Movie
The Proud Family Movie – amerykański film animowany z 2005 roku w reżyserii Bruce'a W. Smitha, powstały na bazie serialu The Proud Family. Wyprodukowany przez Hyperion Pictures i Jambalaya Studios.
Światowa premiera filmu odbyła się 1 września 2005 roku na antenie Disney Channel.

## Obsada
- Kyla Pratt – Penny Proud
- Tommy Davidson – Oscar Proud
- Paula Jai Parker – Trudy Proud
- Jo Marie Payton – Suga Mama
- Tara Strong – 
  - Bebe Proud,
  - Cece Proud,
  - Cashew
- Orlando Brown – Sticky Webb
- Soleil Moon Frye – Zoey
- Alisa Reyes – LaCienega Boulevardez
- Karen Malina White – Dijonay Jones
- Omarion – 15 Cent
- Arsenio Hall –
  - doktor Carver,
  - Bobby Proud
- Jeremy Suarez – Wally
- Carlos Mencia – Felix Boulevardez
- Maria Canals – Sunset Boulevardez
- Alvaro Guttierez – Papi

i inni